# Metal Gear 20th Anniversary: Metal Gear Music Collection
Metal Gear 20th Anniversary: Metal Gear Music Collection – album kompilacyjny wydany 18 lipca 2007 zawierający muzykę z serii Metal Gear. Album zawiera utwory z różnych gier z serii, jak również nowy utwór zatytułowany "Metal Gear 20 Years History — Past, Present, Future —".

## Lista utworów
| Nr  | Tytuł utworu                                                       | Kompozytor                                  | Długość |
| --- | ------------------------------------------------------------------ | ------------------------------------------- | ------- |
| 1.  | „Metal Gear 20 Years History — Past, Present, Future —”            | Norihiko Hibino, Takahide Ayuzawa           | 14:25   |
| 2.  | „Snake Eater”                                                      | Norihiko Hibino                             | 2:57    |
| 3.  | „Virtuous Mission”                                                 | Harry Gregson-Williams                      | 6:06    |
| 4.  | „Yell "Dead Cell"”                                                 | Hibino                                      | 2:27    |
| 5.  | „Who Am I Really? — Memories of Hal — Reminiscence”                | Hibino                                      | 8:00    |
| 6.  | „Metal Gear Solid Main Theme — The World Needs Only One Big Boss!” | TAPPY, Gregson-Williams                     | 5:47    |
| 7.  | „Can't Say Goodbye to Yesterday”                                   | Rika Muranaka                               | 7:37    |
| 8.  | „Zanzibar Breeze”                                                  | Mutsuhiko Izumi                             | 5:37    |
| 9.  | „Calling to the Night”                                             | Akihiro Honda (muzyka), Nobuko Toda (słowa) | 3:16    |
| 10. | „The Best Is Yet to Come”                                          | Muranaka                                    | 5:53    |
| 11. | „Calling to the Night”                                             | Honda                                       | 2:48    |
|     |                                                                    |                                             | 1:04:53 |